# Új-Zéland az 1968. évi téli olimpiai játékokon
Új-Zéland a franciaországi Grenoble-ban megrendezett 1968. évi téli olimpiai játékok egyik részt vevő nemzete volt. Az országot az olimpián 1 sportágban 6 sportoló képviselte, akik érmet nem szereztek.

## Alpesisí
Férfi
| Versenyző      | Versenyszám      | Selejtező | Selejtező | Selejtező | Selejtező | Döntő    | Döntő    | Döntő    | Döntő    | Döntő      | Döntő      |
| Versenyző      | Versenyszám      | 1. futam  | 1. futam  | 2. futam  | 2. futam  | 1. futam | 1. futam | 2. futam | 2. futam | Összesítés | Összesítés |
| Versenyző      | Versenyszám      | Idő       | Hely.     | Idő       | Hely.     | Idő      | Hely.    | Idő      | Hely.    | Idő        | Helyezés   |
| -------------- | ---------------- | --------- | --------- | --------- | --------- | -------- | -------- | -------- | -------- | ---------- | ---------- |
| Michael Dennis | Műlesiklás       | 1:12,75   | 5.        | 1:06,78   | 4.        | kiesett  | kiesett  | kiesett  | kiesett  | kiesett    | kiesett    |
| Michael Dennis | Óriás-műlesiklás |           |           |           |           | 2:08,69  | 79.      | 2:09,43  | 75.      | 4:18,12    | 74.        |
| Murray Gardner | Lesiklás         |           |           |           |           |          |          |          |          | kizárták   | kizárták   |
| Murray Gardner | Műlesiklás       | kizárták  | kizárták  | 1:02,08   | 3.        | kiesett  | kiesett  | kiesett  | kiesett  | kiesett    | kiesett    |
| Murray Gardner | Óriás-műlesiklás |           |           |           |           | 2:13,37  | 80.      | 2:07,90  | 73.      | 4:21,27    | 76.        |
| Thomas Huppert | Lesiklás         |           |           |           |           |          |          |          |          | 2:18,29    | 61.        |
| Thomas Huppert | Műlesiklás       | 1:04,77   | 4.        | kizárták  | kizárták  | kiesett  | kiesett  | kiesett  | kiesett  | kiesett    | kiesett    |
| Thomas Huppert | Óriás-műlesiklás |           |           |           |           | 2:07,60  | 77.      | 2:13,20  | 78.      | 4:20,80    | 75.        |
| Robert Palmer  | Lesiklás         |           |           |           |           |          |          |          |          | 2:09,79    | 42.        |
| Robert Palmer  | Műlesiklás       | kizárták  | kizárták  | 56,24     | 3.        | kiesett  | kiesett  | kiesett  | kiesett  | kiesett    | kiesett    |

Női
| Versenyző      | Versenyszám      | 1. futam | 1. futam | 2. futam | 2. futam | Összesítés | Összesítés |
| Versenyző      | Versenyszám      | Idő      | Hely.    | Idő      | Hely.    | Idő        | Helyezés   |
| -------------- | ---------------- | -------- | -------- | -------- | -------- | ---------- | ---------- |
| Anne Reid      | Lesiklás         |          |          |          |          | 1:53,12    | 37.        |
| Anne Reid      | Műlesiklás       | 52,97    | 32.      | 57,61    | 29.      | 1:50,58    | 30.        |
| Anne Reid      | Óriás-műlesiklás |          |          |          |          | 2:13,30    | 42.        |
| Margot Blakely | Lesiklás         |          |          |          |          | kizárták   | kizárták   |